# Церковь Воскресения Христова (Устюжна)
Це́рковь Воскре́сения Христо́ва — каменная церковь на Торговой площади Устюжны, памятник архитектуры, объект культурного наследия России регионального значения. Здание представляет собой квадратный в плане пятиглавый четверик с последовательно пристроенными с северо-запада большой трапезной и колокольней с папертью. Церковь была построена в 1771 году на месте упразднённого семью годами ранее Ильинско-Воскресенского мужского монастыря. В 1920-х годах храм был закрыт, а в 1935-м лишился главок и колокольни, до наших дней сохранились только основные объёмы церкви, трапезной и паперти.

## Описание
Каменное здание церкви находится по адресу Торговая площадь, дом 1 и расположено между самой площадью и водохранилищем на реке Вороже, с южной стороны от улицы Ленина. Здание имеет строгий прямоугольный план и состоит из трёх объёмов, расположенных по одной линии с юго-востока на северо-запад: основной объём составляет четверик, перекрытый сомкнутым сводом и некогда венчанный традиционным пятиглавием, к нему примыкает прямоугольная трапезная, за которой следует квадратная в плане паперть, ранее имевшая сверху колокольню.
Оформление храма относится к позднему барокко и имеет черты раннего классицизма, в первую очередь в том, что все объёмы имеют общую линию фасадов. Углы на фасаде четверика обрамлены спаренными лопатками, карниз слаборазвит, ниже его тяг по периметру фасада расположены ложные закомары полукруглой формы. Оконные проёмы высокие, оформлены плоским обрамлением, завершённым двухлопастной арочкой с килевидным завышением. Такой приём является устаревшим для архитектуры своего времени.

## История
В XVI веке на месте нынешней церкви, на берегу Ворожи, стоял Ильинско-Воскресенский мужской монастырь на 8 келий. В монастыре было 2 церкви: деревянная в честь Илии Пророка и тёплая каменная в честь Воскресения Христова. Также имелись несколько хозяйственных построек: хлебная келья и казённая келья. В 1764 году монастырь был упразднён, а на его месте начали строительство неотапливаемой каменной церкви с двумя тёплыми приделами. В 1771 году завершённая церковь была освящена в честь Воскресения Христова, приделы — в честь Илии Пророка и Василия Блаженного.
В это же время на прилегающей к церкви территории с XVI века велась регулярная торговля, так что по плану 1780 года к западу от церкви была сделана площадь, получившая название Торговой и впоследствии ставшая центральной площадью Устюжны.
Находясь на Торговой площади, Воскресенская церковь достаточно быстро обзавелась собственными торговыми помещениями: на территории церкви на 1903 год была большая одноэтажная каменная лавка, а вдоль южного забора стояли 5 ларей различных владельцев. На территорию вели трёхчастные ворота.
В 1920-х годах храм был закрыт, а в 1935-м лишился колокольни и завершений. С того момента и до конца 1970-х годов в здании располагался кинотеатр «КИМ», переехавший из рядом расположенного дома Поздеева и позднее переименованный в «Восход». В 1978 году здание храма было признано памятником архитектуры республиканского значения и поставлено на государственную охрану.

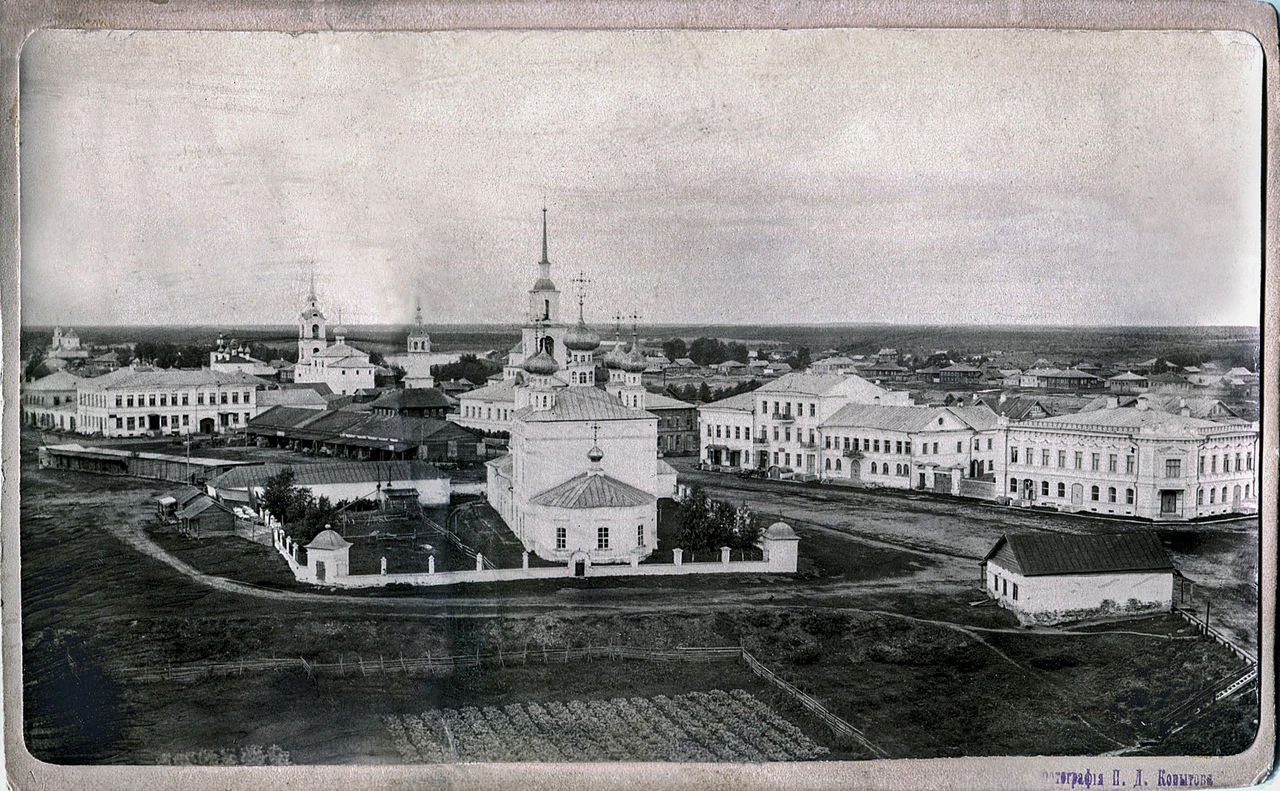
Вид на церковь с юго-востока в начале XX века, слева за церковью видна каменная лавка, ещё левее — лари
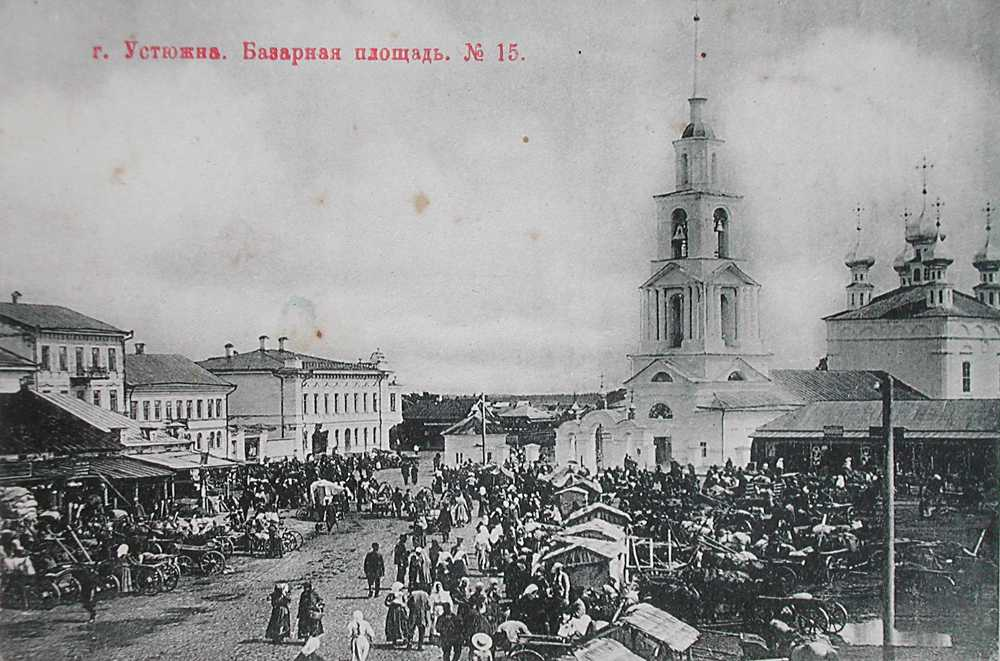
Церковь и Базарная площадь на открытке магазина Грейвер начала XX века
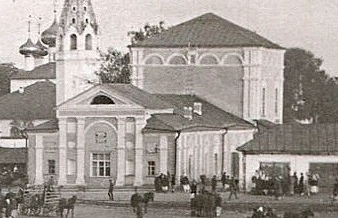
Церковь в 1936 году, после демонтажа колокольни и завершений
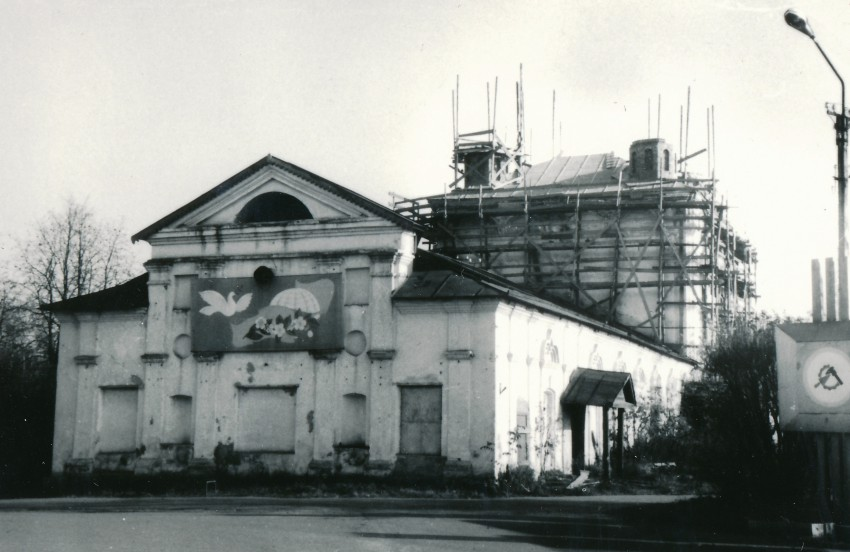
Церковь 1 апреля 1993 года

В 1991 году из Устюженского краеведческого музея была украдена икона «Воскресение Христово с праздниками», переданная туда при закрытии Воскресенского храма. Икона была вывезена в Германию, для чего её распилили на несколько частей. В Германии она сменила несколько владельцев и осела в частной коллекции. Впоследствии владелец коллекции безвозмездно вернул икону в Россию, где после реставрации её передали на хранение в московский храм Христа Спасителя. В начале 1990-х годов была предпринята попытка начать реставрацию храма, вокруг четверика были установлены леса, но далее дело не пошло — леса простояли до 2010 года заброшенными.
В 2002 году, при праздновании 750-летия Устюжны, к северу от церкви был установлен бюст бывшего городского головы Якова Михайловича Поздеева, являвшегося её прихожанином. С начала 2000-х годов церковь заброшена и разрушается.